# Sân bay Cayenne-Rochambeau
Sân bay Cayenne-Rochambeau (tiếng Pháp: Aéroport de Cayenne-Rochambeau) (IATA: CAY, ICAO: SOCA) là một sân bay ở commune Matoury, ngoại ô phía nam Cayenne, Guiana thuộc Pháp. Đây là cửa ngõ chính của Guiana thuộc Pháp.

## Các hãng hàng không và các tuyến bay
- Air Caraïbes (Belém, Fort-de-France, Pointe-à-Pitre, Santo Domingo, Port-au-Prince)
- Air France (Fort-de-France, Miami, Paramaribo, Paris-Orly, Pointe-à-Pitre, Port-au-Prince)
- Air Guyane Express (Maripsoula, Saul)
- TAF (Belém, Macapá, São Luiz, Fortaleza, Recife)